# パティ・キム
パティ・キム(Patti Kim、패티김、1938年2月28日 - )は、韓国ソウル特別市出身の歌手。日本では、ペティ・キムとも表記される。

## 経緯
1959年、アメリカ第8軍の舞台から本名で活動を開始する。その後、パティ・ペイジのような歌手になりたいという意味を込めて現在の芸名にする。
自身のヒット曲である「ソウル賛歌 （서울의 찬가）」や「離別 （이별）」の作詞・作曲を行った吉屋潤と結婚するが、後に離婚。
韓国国内のみならず、日本、東南アジア、アメリカなどでも活動する。日本では1969年に「愛するマリア（사랑하는 마리아）」の日本語詞版「サラハヌ・マリア（いとしのマリア）」がヒットした。1989年には、第40回NHK紅白歌合戦に出場、韓国での大ヒット曲で日本でも人気のある「離別（イビョル）」を歌う。
2000年には韓国人歌手として初めてシドニー・オペラハウスの舞台に立った。
2012年に6月から始まるコンサートツアーを最後に引退を表明。一年に渡るコンサートツアー後の2013年10月26日に引退した。
2022年、約10年ぶりにステージ復帰。KBS 2TVの番組『不朽の名曲2～伝説を歌う』に出演した。

## 代表曲
- 「愛の誓い（사랑의 맹세）」（1959年）
- 「初虞 （초우）」（1966年）
- 「ソウル賛歌 （서울의 찬가）」（1969年）
- 「愛するマリア （사랑하는 마리아）」（1969年）
- 「離別 （이별）」（1973年）
- 「ソウルの慕情 （서울의 모정）」（1973年）
- 「君なしでは生きられない （그대없이는 못살아）」（1974年）
- 「忘れられない （못잊어）」（1978年）
- 「秋を残して行く愛 （가을을 남기고 간 사랑）」（1983年）

## 受賞歴
- 第3回東京音楽祭・銅賞
- 第19回ゴールデンディスク賞・功労賞

## NHK紅白歌合戦出場歴
| 年度/放送回               | 回 | 曲目             | 出演順 | 対戦相手   |
| ------------------------- | -- | ---------------- | ------ | ---------- |
| 1989年（平成元年）/第40回 | 初 | 離別（イビョル） | 16/20  | 五木ひろし |

注意点
- 出演順は「出演順/出場者数」で表す。